# مطرقة ثاقبة

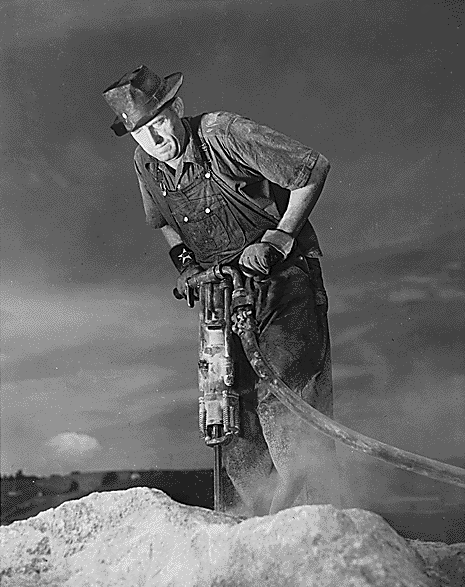
عملية تقب صخرة بالمطرقة الثاقبة

المطرقة الثاقبة أو المبزل أو مطرقة الضغط (بالإنجليزية: Jackhammer)‏ هي آلة تستعمل في أغلب الأحيان في ثقب أو تفتيت الصخور أي لتدمير المواد الصلبة مثل الصخور و الخرسانة و الأسفلت.